# 马蒂亚斯·格吕内瓦尔德

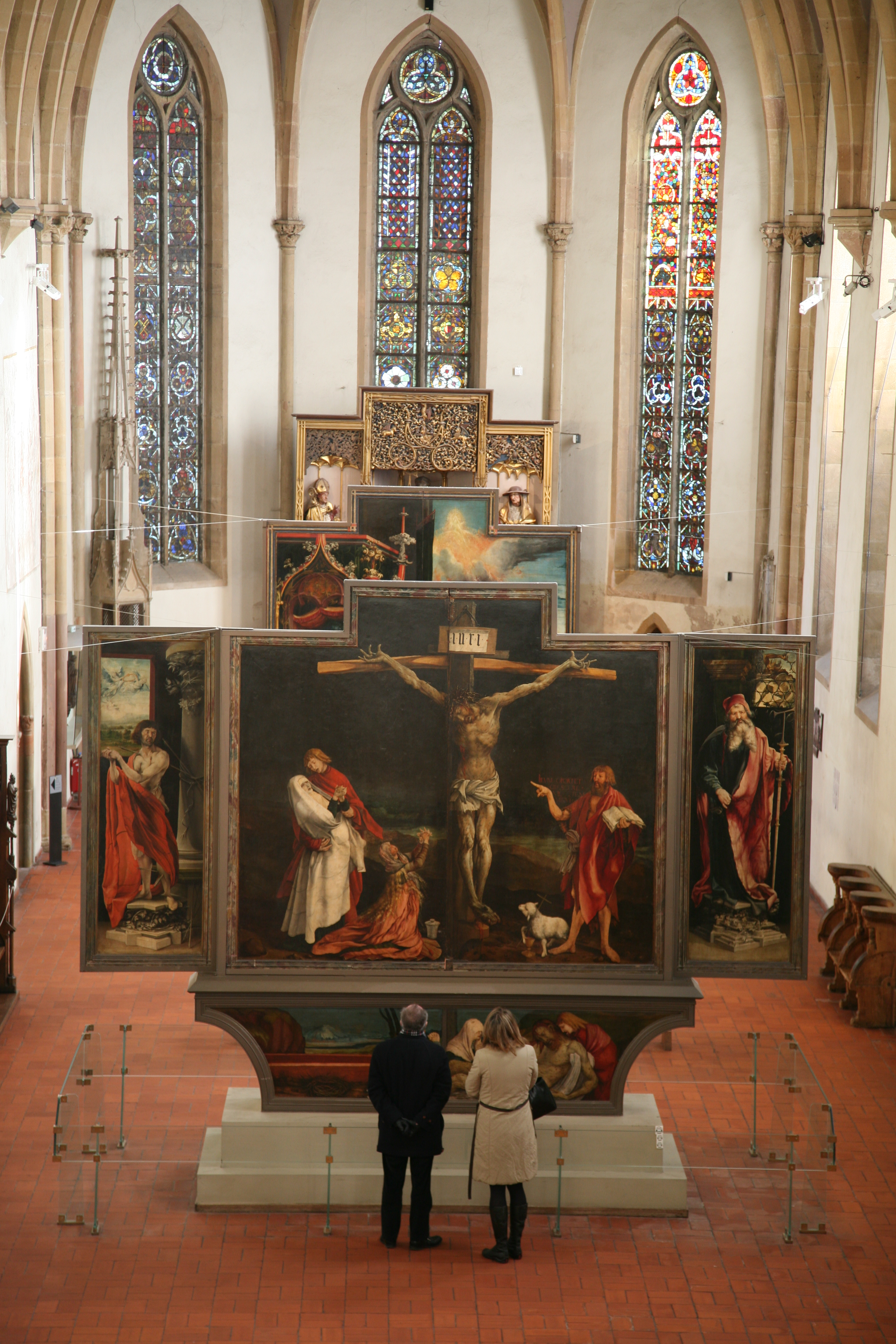
格吕内瓦尔德代表作《伊森海姆祭坛画》

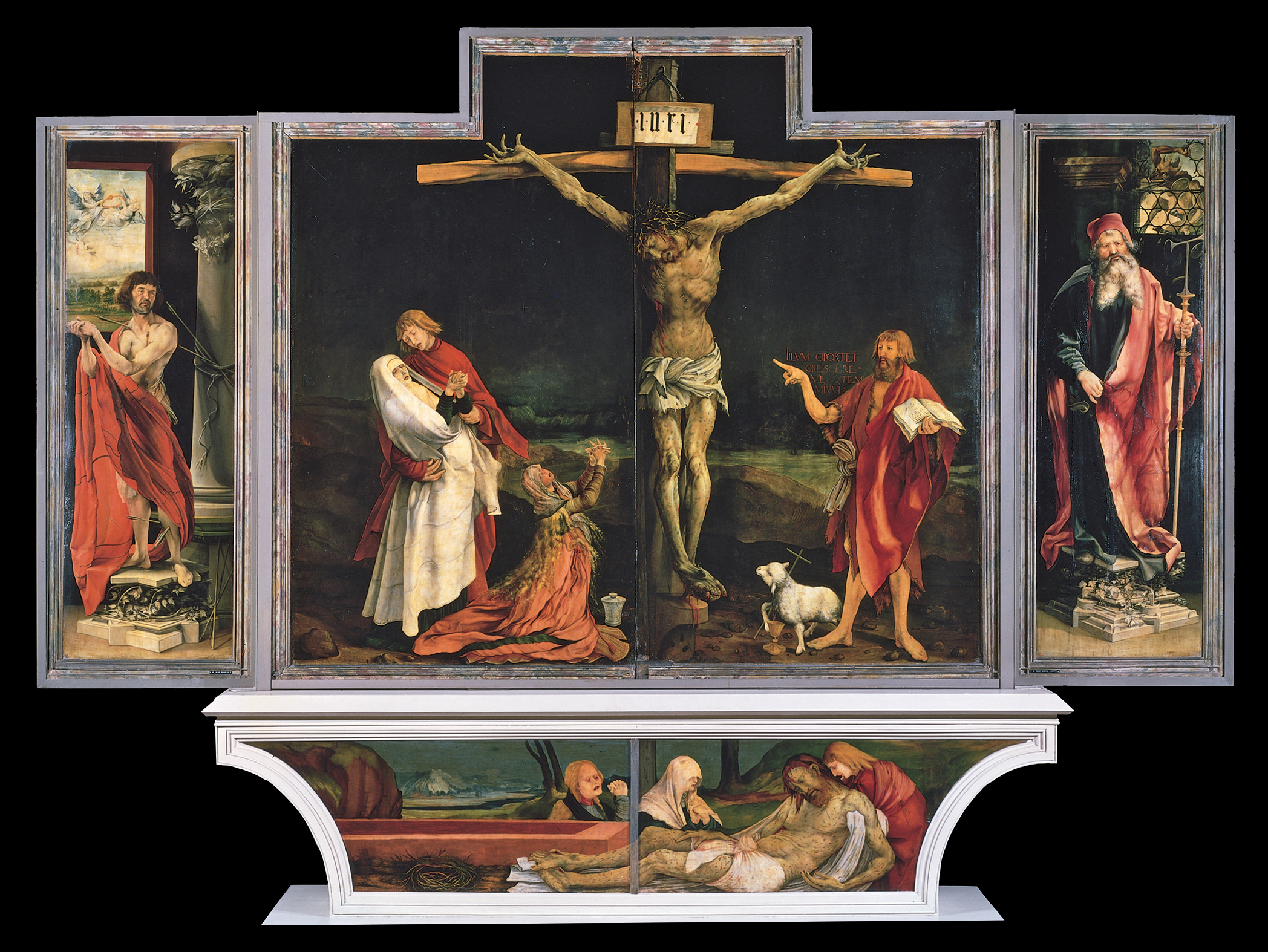
《伊森海姆祭坛画》

马蒂亚斯·格吕内瓦尔德（德語：Matthias Grünewald，约1470年—1528年8月31日），真名为马蒂亚斯·哥特哈德（Mathias Gothardt），德国文艺复兴时期画家，不过他仍坚持中世纪哥特式传统，是德国哥特式绘画的最后一位伟大代表。
格吕内瓦尔德曾担任美因茨大主教的宫廷画师与艺术监管人，最杰出的代表作为《伊森海姆祭坛画》。他常用扭曲夸张的表现手法，其风格影响了20世纪的表现主义。

## 作品

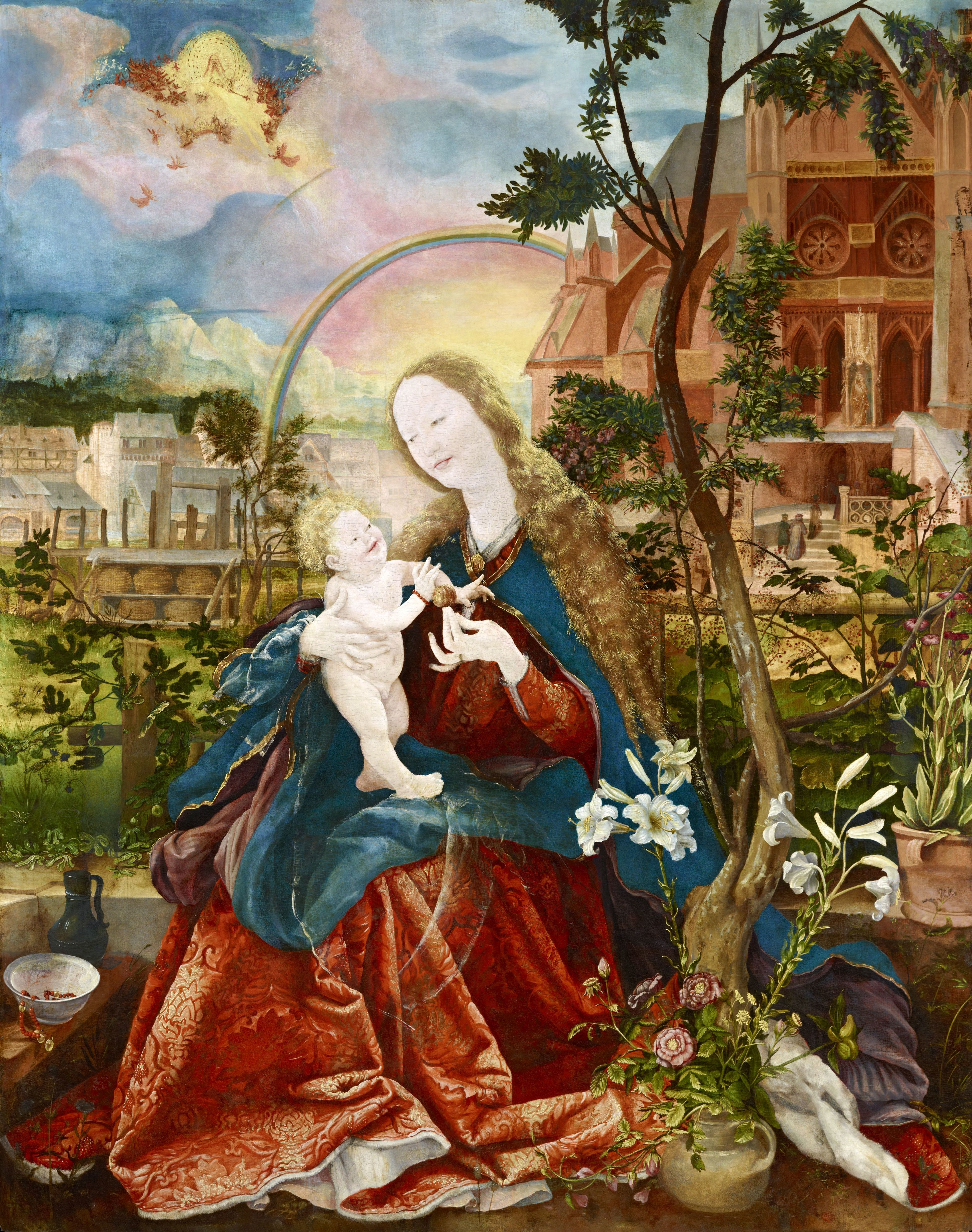
斯图帕赫圣母, 1517–1519.
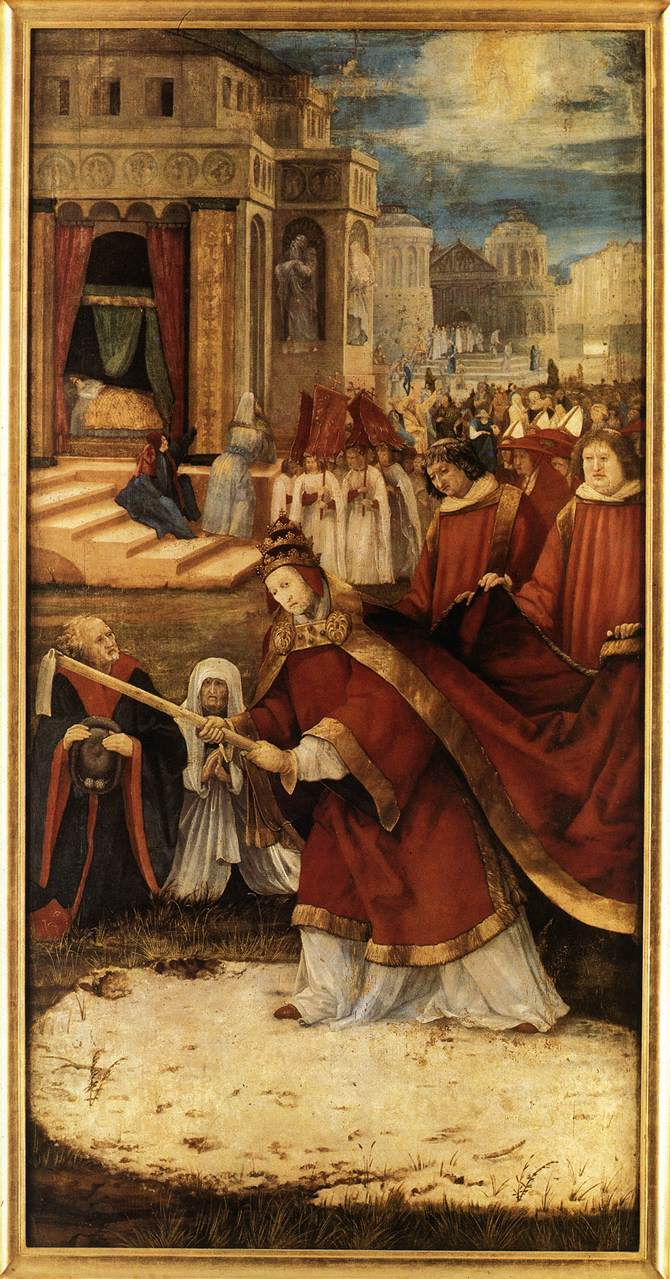
雪地圣母的奇迹, 1517-1519
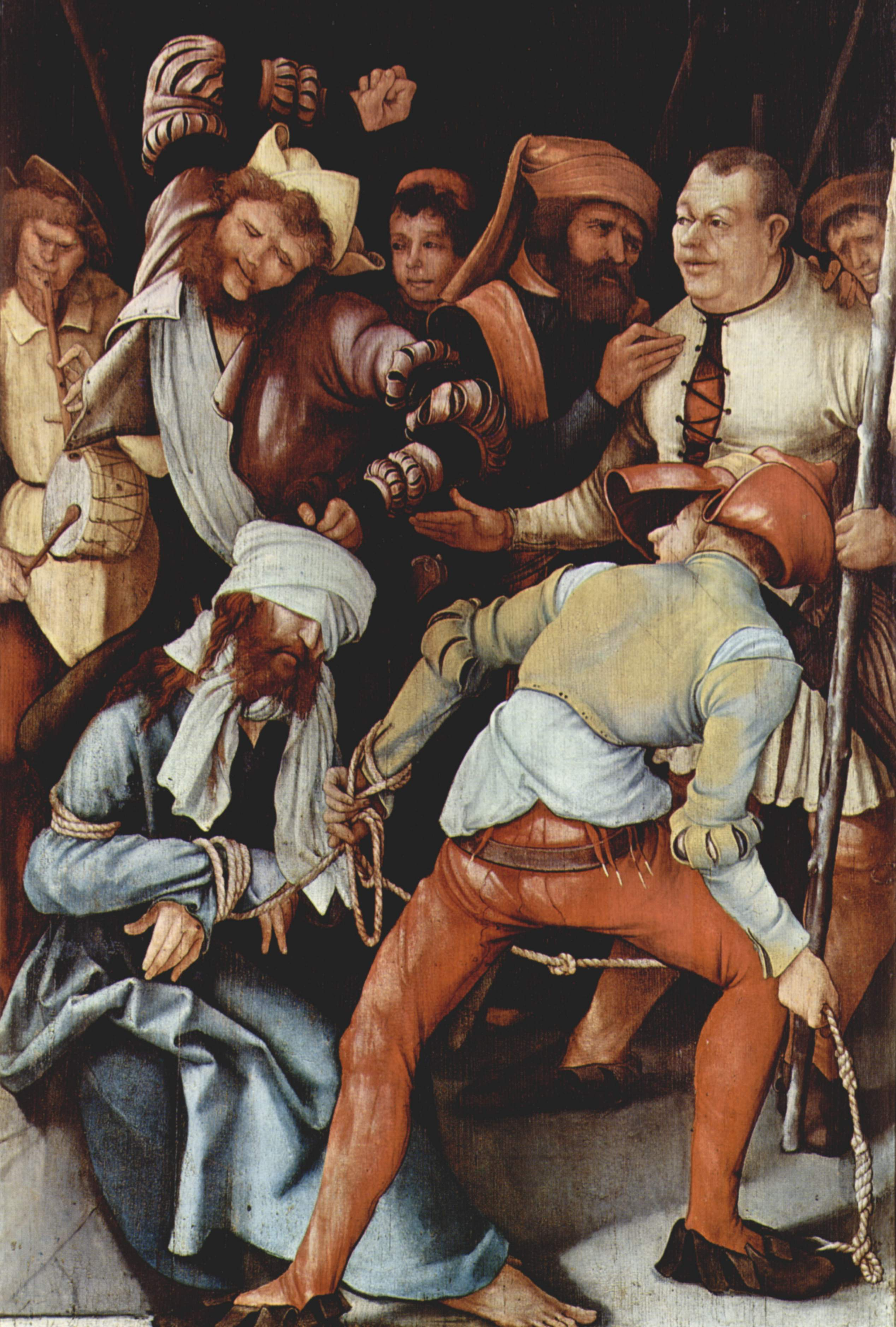
嘲弄基督, 约 1503
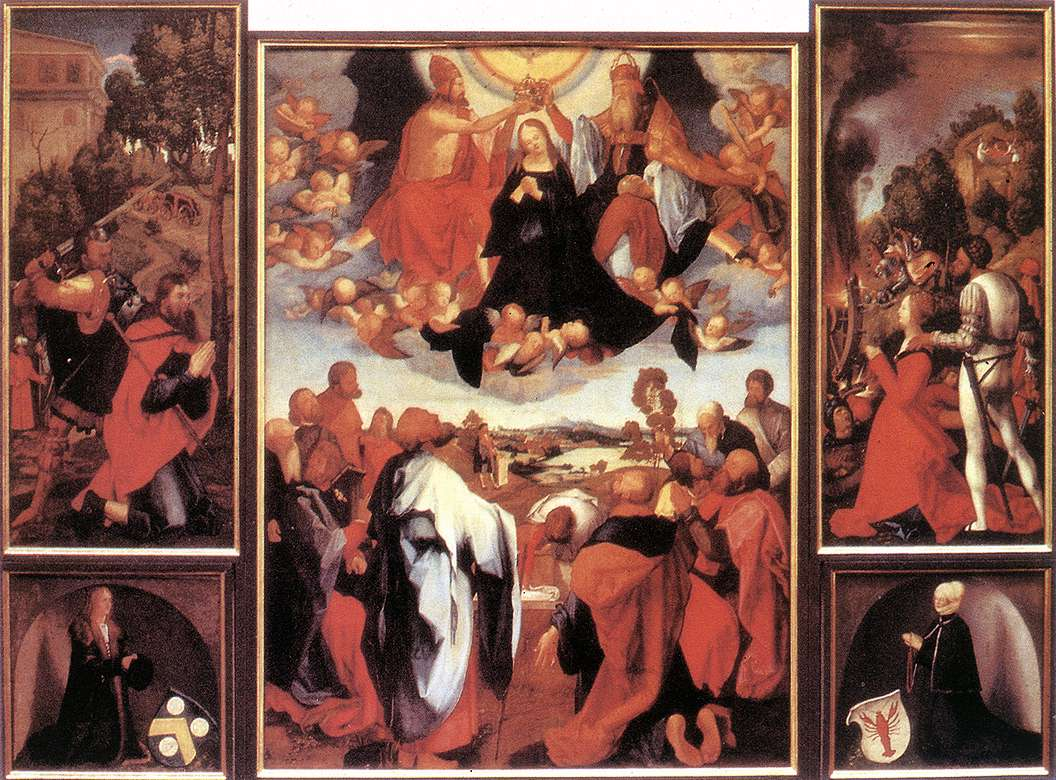
油画《海勒尔祭坛画》，1507-1509年，藏于法兰克福施泰德艺术馆、卡尔斯鲁厄国家美术馆
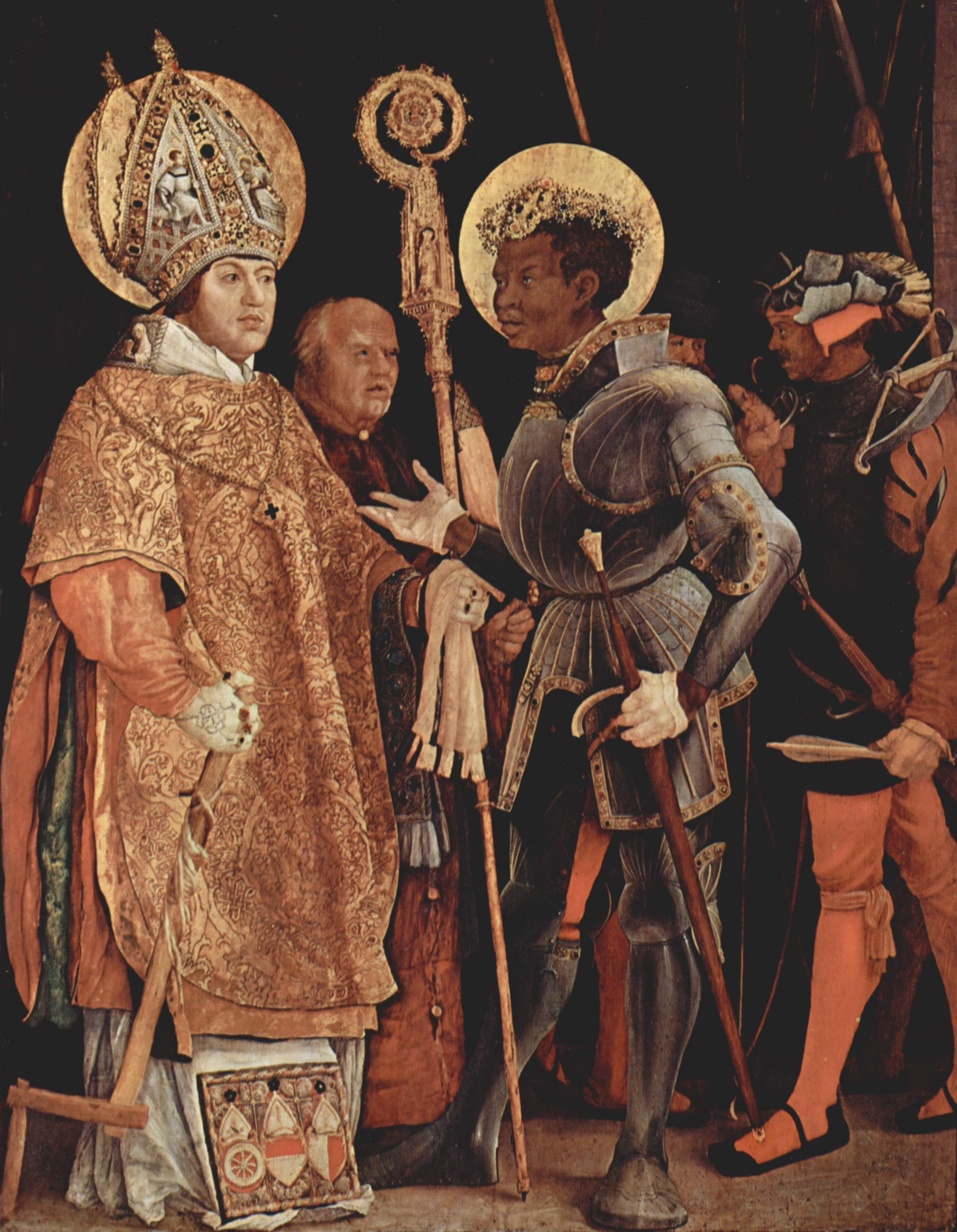
《圣厄拉玛斯和圣穆理思》，1524，慕尼黑老绘画陈列馆
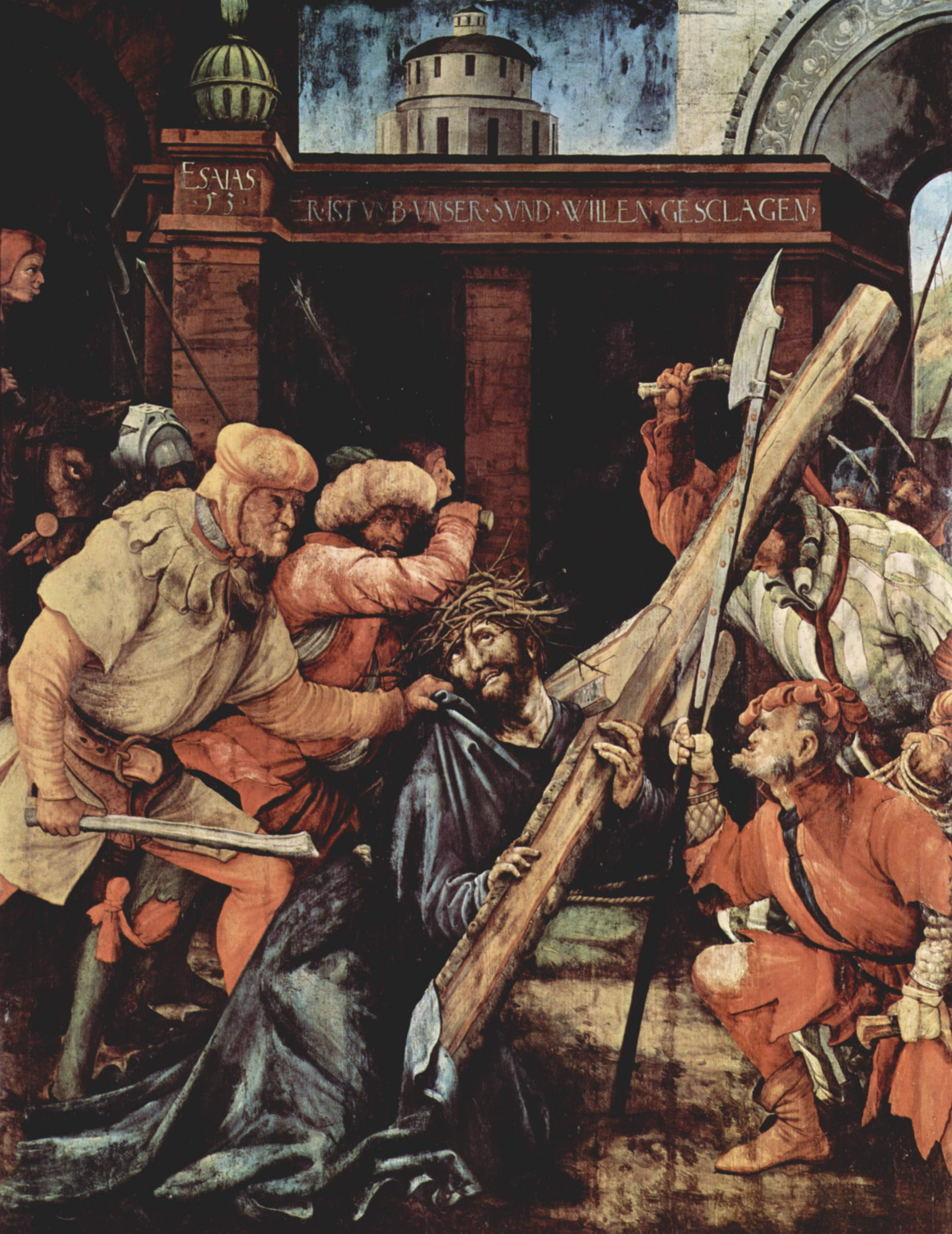
基督背负十字架, 1523–25 (原在板面一侧，称为陶伯比绍夫斯海姆祭坛画, 卡尔斯鲁厄艺术厅)
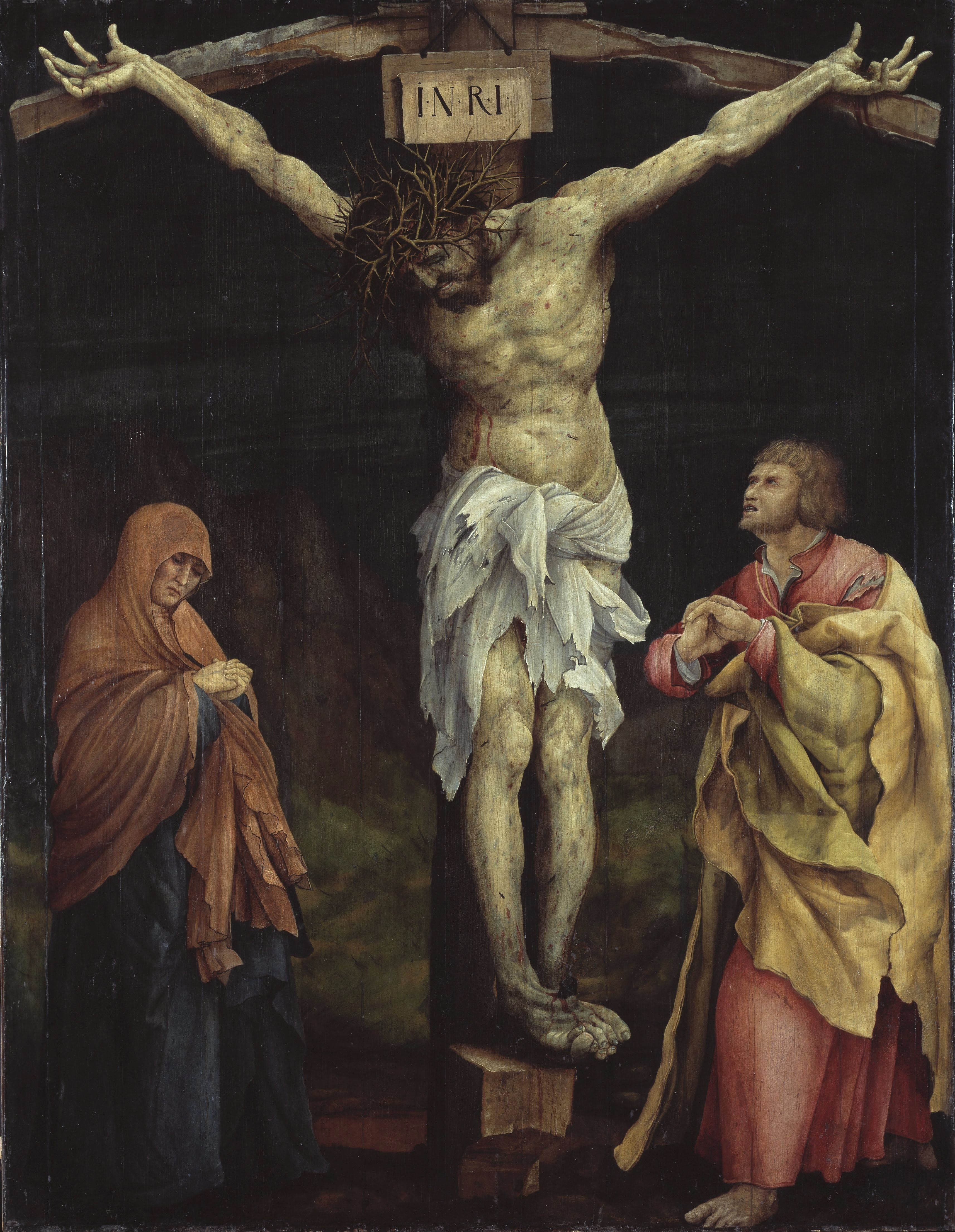
《大耶稣受难》，1523–25 (原在板面另一侧，称为陶伯比绍夫斯海姆祭坛画)
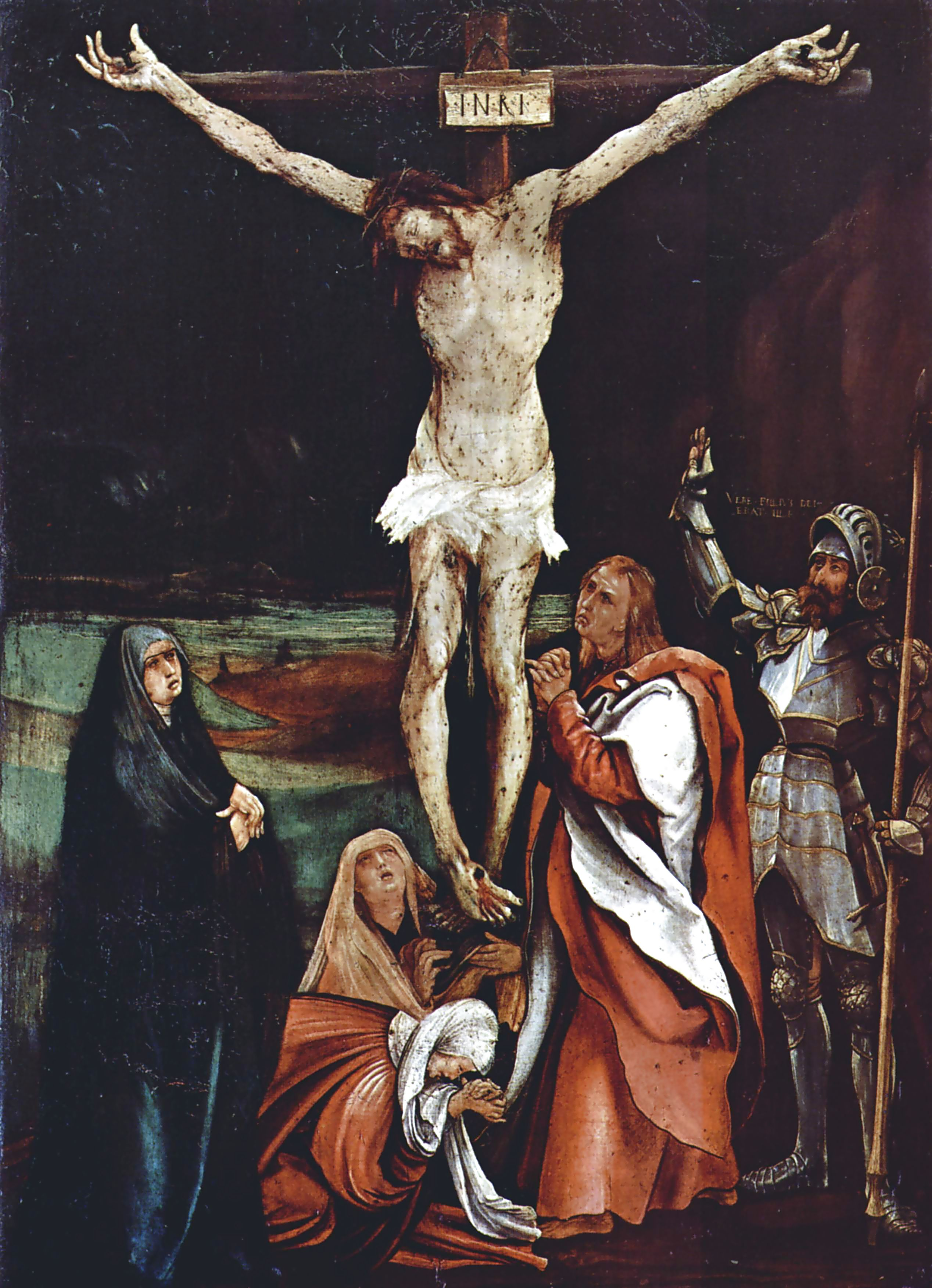
耶稣受难，巴塞尔美术馆.
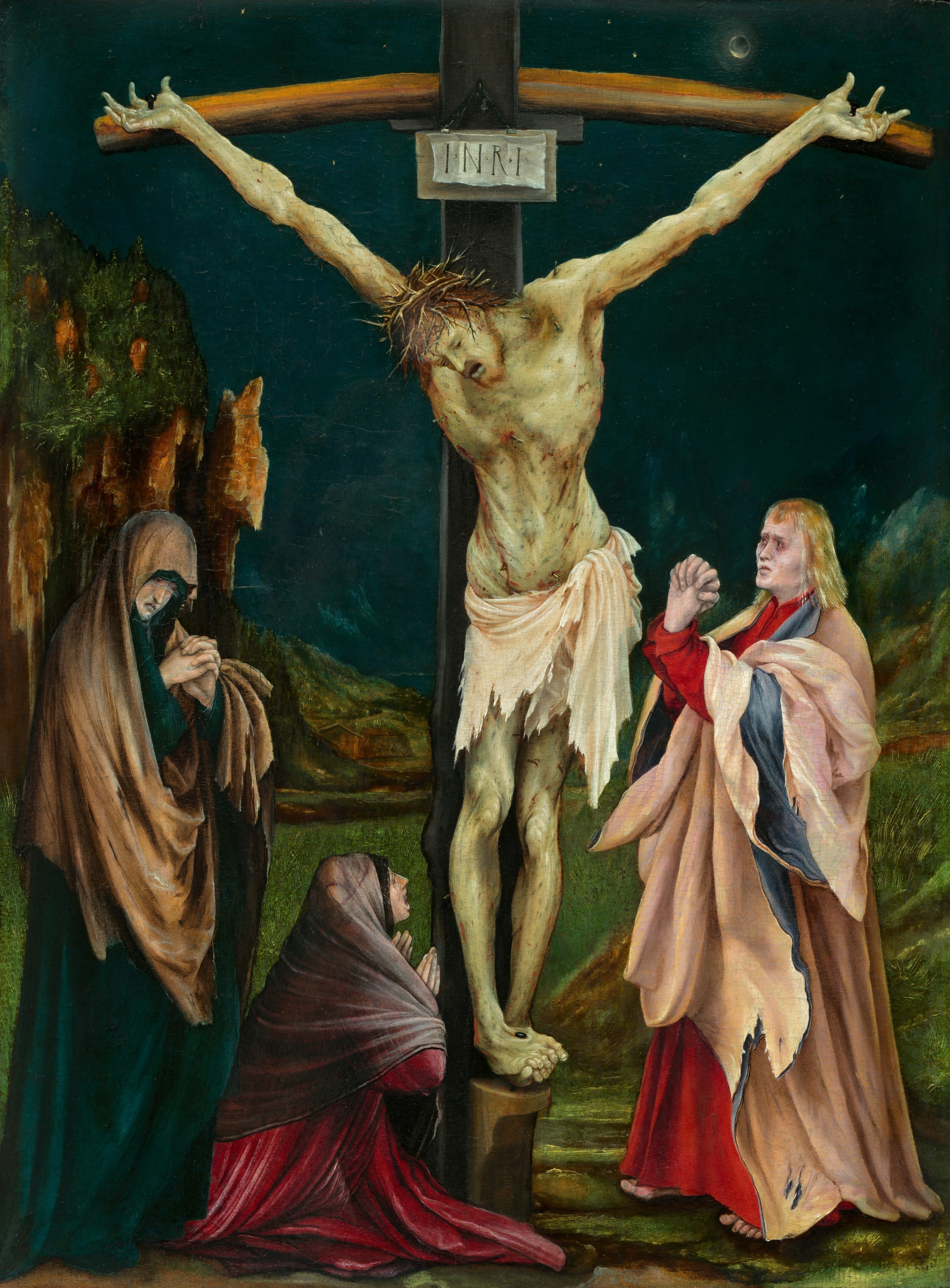
《小耶稣受难》，华盛顿国家美术馆

## 延伸阅读
- Andersson, Christiane. "Grünewald, Matthias." In Grove Art Online. Oxford Art Online, (accessed January 30, 2012; subscription required).
- Bautz, Friedrich Wilhelm. . Bautz, Friedrich Wilhelm  (编).  2. Hamm: Bautz. 1990. cols. 367–369. ISBN 3-88309-032-8 （德语）.
- Cuttler, Charles D. (1968) Northern Painting from Pucelle to Bruegel. Holt, Rinehart and Winston, Inc. ISBN 0-03-072500-3
- Ladendorf, Heinz: Grünewald, Matthias. In: Neue Deutsche Biographie (NDB). Band 7. Duncker & Humblot, Berlin 1966, S. 191–197. （德文）